# Strokestown Road
Die Strokestown Road (durch Sponsoringvertrag offiziell Bishopsgate) ist ein Fußballstadion in der irischen Stadt Longford im gleichnamigen County. Der Fußballclub Longford Town ist Eigentümer und trägt hier seine Heimspiele aus. Es bietet 6.000 Plätze.

## Geschichte
In den 1990er Jahren verließ Longford Town ihre alte Spielstätte, den Abbeycartron Football Pitch, und zog zum Townland Mullologher. Dies liegt etwa fünf Kilometer westlich von Longfords Stadtzentrum. Die Anlage befindet sich direkt an der Nationalstraße N5 zwischen Longford und Termonbarry inmitten von Äckern und einigen landwirtschaftlichen Gebäuden. 1993 wurde die Strokestown Road eröffnet. Es besaß eine Sitzplatztribüne und zwei Stehränge, wovon nur eine überdacht war. Mit dem Aufstieg von Longford Town in die League of Ireland 2000/01 brachte das Projekt mithilfe von Zuschüssen des Staates und des Verbandes Football Association of Ireland (FAI) ins Rollen. Sein heutiges Aussehen ist das Ergebnis einer umfangreichen Umbaumaßnahme in ein Sitzplatzstadion nach den Anforderungen des FAI zwischen 2001 und Ende 2013. Die überdachte Haupttribüne auf der Westseite überragt die restlichen, einstöckigen Ränge ohne Dach bei weitem. Neben dem Rang liegt der überdachte Spielertunnel und das Clubhaus. Die Bestuhlung besteht auf Kunststoffsitzen in den Vereinsfarben Rot und Schwarz. Auf dem Hauptrang wird der Vereinsname mit den Buchstaben LTFC dargestellt. Er wurde in zwei Phasen gebaut. Zunächst wurden sieben Sitzreihen auf dem Dach des Stadiongebäudes mit Umkleidekabinen. Im zweiten Schritt wurden das Gebäude erhöht und um zehn Sitzreihen erweitert. Das Dach wird über acht Stützen im Zuschauerbereich getragen. Vor den Hintertortribünen im Norden und Süden sind Fangnetze gespannt, damit die dich hinter den Toren sitzende Besucher nicht vom Ball getroffen werden.
Von 2001 bis Ende 2013 trug die Spielstätte den Sponsorennamen Flancare Park, nach einem Logistikdienstleister. Daraus entwickelte sich der heute noch gebräuchliche Spitzname The Flan Siro, in Anlehnung an das berühmte San Siro, dem Mailänder Giuseppe-Meazza-Stadion. In den Spielzeiten 2001/02, 2004/05 und 2005/06 des UEFA-Pokals trat Longford Town in der 1. Qualifikationsrunde im heimischen Stadion gegen Litex Lowetsch (1:1), den FC Vaduz (2:3) und Carmarthen Town (1:5) an. Seit 2014 trägt das Stadion den Namen der Personalagentur City Calling. 2018 gewann das Stadion für seinen Spielfeldrasen den SSE Airtricity League Pitch of Year der FAI.
Im November 2019 wechselte der Stadionname. Die Spielstätte heißt seitdem Bishopsgate, nach dem neuen Hauptsponsor Bishopsgate Group. Der Club wird den Namen auch auf den Trikots tragen. Mit der Partnerschaft soll der Aufstieg in die höchste Spielklasse, der Premier Division, geschafft werden.

## Besucherrekord und Zuschauerschnitt
Im Februar 2001 kam zu einem Spiel im FAI Cup gegen St Patrick’s Athletic 5.500 Zuschauer in das Fußballstadion.
- 2016: 491 (Premier Division)
- 2017: 333 (First Division)
- 2018: 456 (First Division)
- 2019: 610 (First Division)

## Spiele der U-17-Fußball-EM 2019 an der Strokestown Road
Im Mai 2019 war die Strokestown Road eines von sieben Stadien der U-17-Fußball-Europameisterschaft 2019. Es fanden vier Gruppenpartien statt.
- 03. Mai 2019, Gruppe B:  England –  Frankreich 1:1 (1:0)
- 06. Mai 2019, Gruppe A:  Belgien –  Griechenland 3:0 (2:0)
- 07. Mai 2019, Gruppe D:  Italien –  Österreich 2:1 (1:0)
- 10. Mai 2019, Gruppe C:  Portugal –  Island 4:2 (1:1)